# Witold Karol Daab

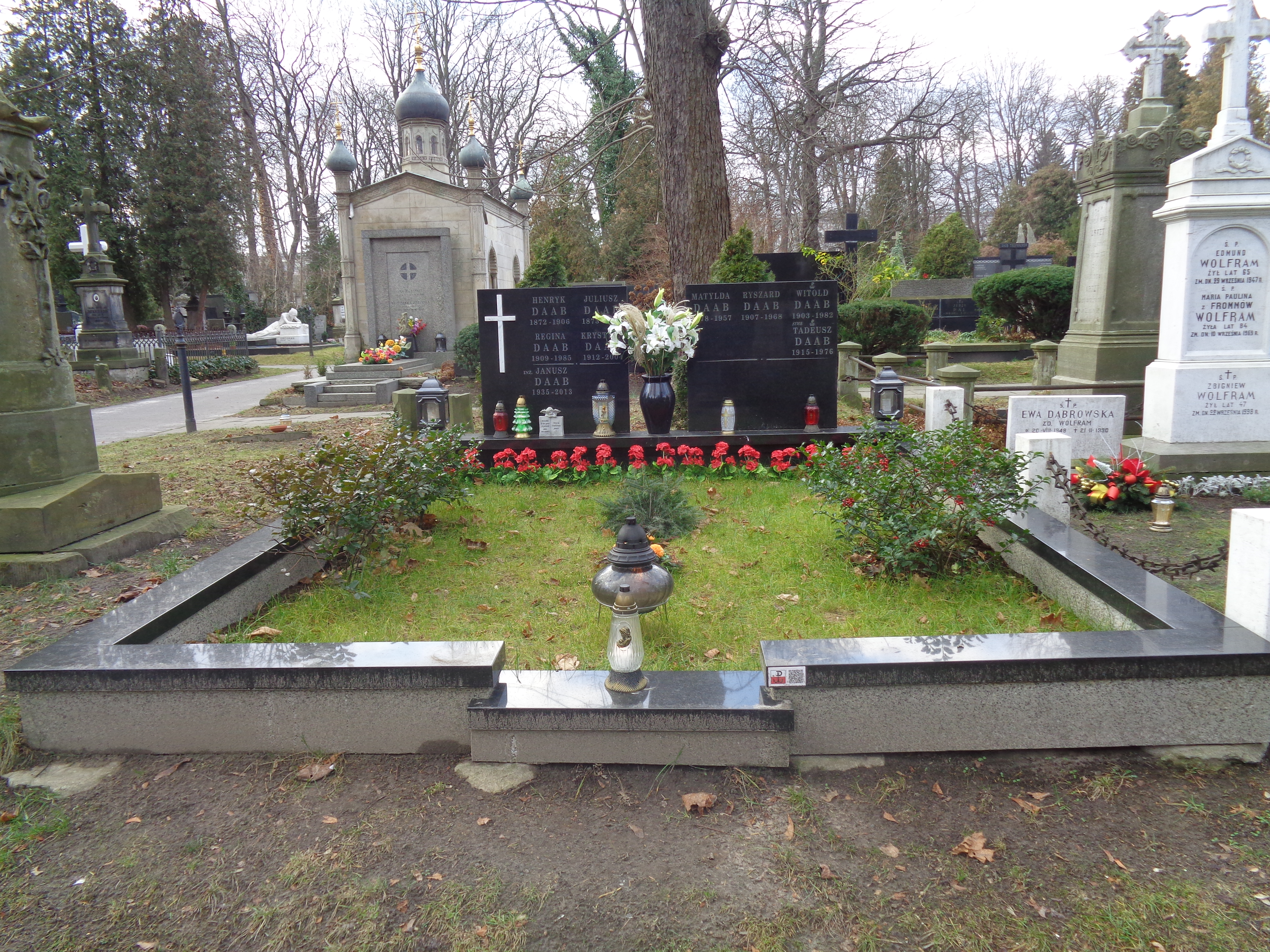
Grób Witolda Daaba na cmentarzu ewangelicko-augsburskim

Witold Karol Daab ps. „Stefan” (ur. 18 listopada 1903 w Warszawie, zm. 10 października 1982 w Warszawie) – oficer Wojska Polskiego, uczestnik powstania warszawskiego. 

## Życiorys
Był synem Juliusza (Juliana) i Matyldy z d. Risbild, ewangelików. Brat Tadeusza i Ryszarda.
Jako uczeń Prywatnego Męskiego Gimnazjum im. Mikołaja Reja Zboru Ewangelicko-Augsburskiego w Warszawie brał udział w wojnie 1920 roku. Po ukończeniu studiów uzyskał tytuł inżyniera elektryka. Żonaty z Reginą z d. Zdrójkowską miał synów Włodzimierza i Janusza oraz córkę Ewę.
W sierpniu 1939 powołany z rezerwy Wojska Polskiego do służby czynnej, uczestniczył w walkach obronnych kraju w stopniu porucznika. W latach okupacji niemieckiej od 1940 r. pełnił służbę w szeregach organizacji konspiracyjnych ZWZ-AK
Podczas powstania warszawskiego walczył na terenie Ochoty i Mokotowa w kompanii por. „Gustawa”, w której pełnił obowiązki zastępcy dowódcy kompanii. 15 września 1944, gdy kompania, stacjonująca w domu przy zbiegu ulic Chełmskiej i Stępińskiej, otoczona przez trzy czołgi i piechotę wojsk niemieckich, otrzymała rozkaz wycofania się, pozostał na pozycji, osłaniając odwrót jej części. Osobiście unieruchomił dwa czołgi. Został ranny w prawe biodro i lewe podudzie (przestrzelenie mięśni). Ze względu na niemożność poruszania się przekazał dowodzenie adiutantowi rotmistrza „Gardy”, por. Zdzisławowi Klawe „Edwardowi”, który konsultował z nim wszystkie taktyczne posunięcia. W nocy wycofali się bez strat ewakuując rannych. Witold Daab został umieszczony w polowym szpitalu przy ulicy Pilickiej na Górnym Mokotowie. Za obronę „Stępińskiej” został przedstawiony do odznaczenia Krzyżem Orderu Virtuti Militari. Wzięty do niewoli niemieckiej przebywał jako jeniec wojenny w obozach (niem. Stalag): Altengrabow (k. Magdeburga) i Sandbostel (43 km na płn.-wsch. od Bremy, 60 km na zachód od Hamburga) do maja 1945. Po wyzwoleniu powrócił do Warszawy.
Witold Karol Daab pochowany jest na Cmentarzu Ewangelicko-Augsburskim w Warszawie przy Młynarskiej (aleja 27, grób 3).
Był dalszym kuzynem Adolfa Daaba, warszawskiego przemysłowca i radnego miasta Warszawy na przełomie XIX i XX wieku.